# Wim de Boer
Willem Theo (Wim) de Boer (Amersfoort, 13 januari 1938) is een Nederlands politicus.
Tussen 1991 en 2003 was hij fractievoorzitter van de Eerste Kamer voor GroenLinks en tegelijkertijd ambtenaar (directeur) in Zutphen. Hij was voorzitter van de vaste commissie voor Cultuur van de Eerste Kamer. In 1996 interpelleerde hij minister-president Wim Kok over de rol van de Eerste Kamer bij wetgeving en in 2002 Jan Peter Balkenende over de invulling van de demissionaire status van het eerste kabinet Balkenende. In 2003 werd hij Ridder in de Orde van Oranje-Nassau. Juni 2003 verliet hij de Eerste Kamer. Per 1 december 2003 verving hij Mohammed Rabbae als wethouder van Leiden. Rabbae verliet de Leidse politiek om medische redenen. Na de verkiezingen van 2006 trad hij terug als wethouder. Sindsdien functioneert hij incidenteel als adviseur in de publieke sector.
De Boer is afkomstig uit de Politieke Partij Radikalen (PPR) waarvan hij sinds de jaren 70 lid was. Hij was tussen 1974 en 1982 lid van de gemeenteraad van Sneek voor Progressief Sneek een samenwerkingsverband tussen de lokale PPR, D66 en de Pacifistisch Socialistische Partij (PSP). In 1980 werd hij vicevoorzitter van de PPR en 1981 voorzitter. Hij hield deze post tot 1985. Tussen 1984 en 1990 was hij voorzitter van het Groen Progressief Akkoord een samenwerkingsverband van PPR, PSP en de Communistische Partij van Nederland in het Europees Parlement. Hij was een groot voorstander van groen-linkse samenwerking. Bij de vorming van GroenLinks in 1989 verving hij enige tijd met enkele anderen informeel het bestuur van de PPR dat met de onderhandelingen had gebroken. Hij leidde de PPR-campagne voor de provinciale staten van 1987 en de GroenLinks campagnes voor de Tweede Kamer- en Europese verkiezingen van 1989. In 1993 nam hij onsuccesvol deel aan een interne referendum over het lijsttrekkerschap van GroenLinks.
Zijn dochter Heleen de Boer zit sinds 2010 in de Utrechtse gemeenteraad voor GroenLinks en zijn dochter Margreet de Boer zat vanaf 2006 in de stadsdeelraad in Amsterdam Westerpark en is vanaf 2011 lid van de Eerste Kamer voor GroenLinks.
- Parlement.com: vg09llpiqfs6